# Shule Nanshan
Shule Nanshan (kinesiska: 疏勒南山) är en bergskedja i Kina. Den ligger i provinsen Qinghai, i den nordvästra delen av landet, omkring 400 kilometer nordväst om provinshuvudstaden Xining.
Genomsnittlig årsnederbörd är 356 millimeter. Den regnigaste månaden är juni, med i genomsnitt 79 mm nederbörd, och den torraste är januari, med 3 mm nederbörd.